# Монастырь Люне
Монастырь Люне (нем. Kloster Lüne) — бывший женский бенедиктинский монастырь, основанный в 1172 году и расположенный рядом с ганзейским городом Люнебург (земля Нижняя Саксония); сегодня в здании, являющемся памятником архитектуры, размещается протестантский монастырь (Damenstift), относящийся к епархии Ганновера.